# Escalon
Escalon är en stad (city) i San Joaquin County, i delstaten Kalifornien, USA. Enligt United States Census Bureau har staden en folkmängd på 7 247 invånare (2011) och en landarea på 6 km².